# پترووتسی
پترووتسی (به بلغاری: Petrovtsi) یک منطقهٔ مسکونی در بلغارستان است که در شهرستان گابروو واقع شده‌است.